# Élisabeth Chaplin
Élisabeth Chaplin (17 de outubro de 1890, Fontainebleau, França - 28 de janeiro de 1982, Fiesole, Itália) foi uma pintora francesa/toscana no estilo Nabis.
Ela é conhecida por seus retratos e paisagens da Toscana, a maioria das quais reside na galeria de coleção de arte moderna do Palácio Pitti em Florença. Ela tem 4 autorretratos na coleção do Corredor Vasari.